# Masafuera oceanica
Masafuera oceanica är en insektsart som beskrevs av Knight och Webb 1993. Masafuera oceanica ingår i släktet Masafuera och familjen dvärgstritar. Inga underarter finns listade i Catalogue of Life.